# 古典的薬理学

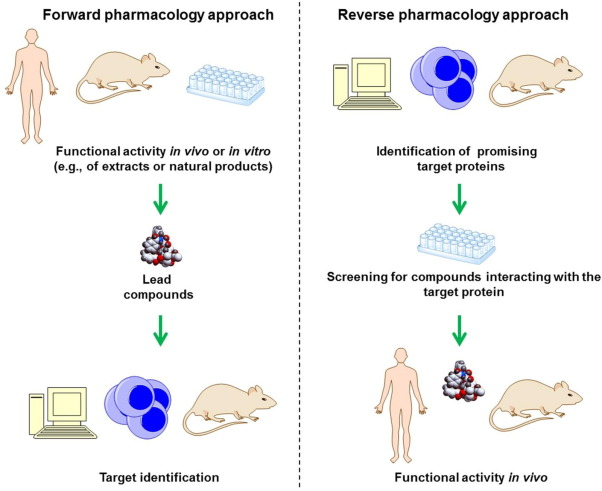
(左) 創薬におけるフォワード(古典的)薬理学的アプローチは、天然物や抽出物の生体内または試験管内での作用をもとに、薬剤候補を特定し、生化学的標的を決定する。 (右) 逆薬理学的アプローチは、まず有望な生物学的標的を仮定し、化学ライブラリを基に標的の活性を修飾する分子をスクリーニングし、生体内の試験で確認する。

創薬の分野では、古典的薬理学（こてんてきやくりがく、英語: classical pharmacology）は、フォワード薬理学(英: forward pharmacology)、または表現型創薬 (英語: phenotypic drug discovery; PDD) としても知られ、望ましい治療効果のある物質を同定するために、合成低分子、天然物または抽出物の化学ライブラリの表現型スクリーニング(無傷の細胞または生物全体でのスクリーニング) に頼っている。 
医薬品化学の技術を用いて、これらのスクリーニングヒットの効力、選択性、およびその他の特性を最適化して、薬剤候補を製造する。 

## 歴史的背景
古典的薬理学は、伝統的に新薬の発見の基礎となってきた。すなわち化合物を、疾患の細胞モデルまたは動物モデルでスクリーニングして、表現型に望ましい変化を引き起こす化合物を同定する。化合物が発見された後にのみ、その化合物の生物学的標的を決定する努力を行う。 
最近では、特定の生物学的標的が疾患を修飾しているという仮説を立て、精製された標的の活性を修飾する化合物をスクリーニングすることが一般的になってきている。その後、これらの化合物が所望の効果を有するかどうかを確認するために、動物を用いて試験が行われる。このアプローチは、「逆薬理学」(英語: reverse pharmacology)または「ターゲットベース創薬」(英語: target based drug discovery; TDD) として知られている。 
しかし、最近の統計学的分析によると、新規の作用機序を持つファースト・イン・クラスの(画期的な)医薬品の多くは、表現型スクリーニングに由来するものであることが明らかになり、古典的薬理学的な方法への関心が高まっている。 

## 薬理学との類似性
薬理学 (英語: pharmacognosy) は、土着医療の伝統で用いられてきた植物学の研究であり、古典薬理学 (英語: classical pharmacology) の本質である。薬理学と古典薬理学は、多くの場合、逆薬理学(英語: reverse pharmacology)とは対照的である。つまり逆薬理学では、特定の標的に対して親和性のある化合物のスクリーニングライブラリーを作成することから始まり、標的から逆算して新薬を同定することである。これに対して薬理学では、民間薬はまず臨床試験で有効性が確認される。有効性が確立されて初めて、その薬の生物学的標的を決定する努力がなされる。 

## 事例

### アーユルヴェーダ薬
古典薬理学は、アーユルヴェーダ薬(英語: ayurvedic drugs)の臨床試験に用いられるアプローチの一つである。この方法では、長年にわたって使用されており、病気の治療に有効であるという事例証拠があり、安全であると推定されている民間薬 (例えばアーユルヴェーダ) が、臨床試験でその有効性を検証される。
アーユルヴェーダの知識により、医薬品研究者は、定評のある安全性が実証された植物材料から始めることができると主張されている。伝統的な知識を用いた生物資源探査の最良の例は、Rauvolfia serpentina (インドジャボク) 由来の降圧アルカロイドであるレセルピン(reserpine)であり、インドの CIBA がアーユルヴェーダの専門家と密接に協力して行った研究の結果として利用可能となった。この場合の「研究室から臨床へ」という通常の創薬コースは、実際には「臨床から研究室へ」ということになる。 